# Parafia św. Judy Tadeusza w Jeleniej Górze
Parafia pw. Świętego Judy Tadeusza w Jeleniej Górze – parafia rzymskokatolicka znajdująca się w dekanacie Jelenia Góra Zachód, w diecezji Legnickiej. 
Jej proboszczem jest ks. Tomasz Biszko. Obsługiwana przez księży diecezjalnych. Została erygowana 22 sierpnia 1982. Mieści się przy ulicy Czarnoleskiej. 1 lipca 2018 nastąpiła reorganizacja dekanatów. Poprzednim był dekanat Jelenia Góra Wschód.